# Оушнових 8
Оушнових 8 (енгл. Ocean's 8) је амерички пљачкашко-хумористички филм из 2018. године редитеља Гарија Роса и писаца Рос и Оливије Милч. Филм је и наставак и спин-оф трилогије Играј своју игру Стивена Содерберга и садржи ансамблске улоге као што су Сандра Булок, Кејт Бланчет, Ен Хатавеј, Минди Калинг, Сара Полсон, Ријана и Хелена Бонам Картер. Филм прати групу жена коју води Деби Оушн, сестра Денија Оушна, који планирају софистицирану пљачку годишње Мет Гале у Метрополитенском музеју у Њујорку.
Након објављивања филма Играј своју игру 3, Содерберг је изјавио да није имао намеру да направи четврти филм, наводећи своју жељу да серија „изађе на врх”. Међутим, спин-оф са свим женским главним улогама је најављен у октобру 2015. године, а већи део глумаца потписан је до августа 2016. године. Снимање се одвијало од октобра 2016. до марта 2017. године око Менхетна.
Филм Оушнових 8 је имао премијеру у Алис Трули холу 8. јуна 2018. године и објављен је од стране Warner Bros. Pictures-а у Сједињеним Државама, 11 година након објављивања филма Играј своју игру 3. Филм је зарадио 297 милиона америчких долара широм света и добио је позитиван пријем критичара, који су аплаудирали глумачкој екипи, али је филм сматран незахтевним и мање доследним од филмова из Содербергове трилогије. Филм је имао премијеру 14. јуна 2018. године у Србији и објављен је од стране Blitz Film-а.

## Радња
Сандра Булок глуми Деби Оушн, отуђену сестру Клунијевог лика Денија Оушна из култног филма Играј своју игру, која ће покушати да изведе готово немогућу пљачку у Њујорку, на звезданом годишњем балу Мет Гала. Њен први задатак је да окупи савршену екипу професионалних лопова: Лу, Роуз, Дафне, Девет лопти, Тами, Амиту и Констанс. План већ има, само га треба спровести.

## Улоге
| Глумац              | Улога                       |
| ------------------- | --------------------------- |
| Сандра Булок        | Дебора „Деби” Оушн          |
| Кејт Бланчет        | Лу Милер                    |
| Минди Калинг        | Амита                       |
| Сара Полсон         | Тами                        |
| Аквафина            | Констанс                    |
| Ријана              | Најн Бол / Лесли            |
| Хелена Бонам Картер | Роуз Вејл                   |
| Ричард Армитиџ      | Клод Бекер                  |
| Џејмс Корден        | Џо Фрејжер                  |
| Дакота Фанинг       | Пенелопи Стерн              |
| Натанја Александер  | Вероника                    |
| Дамиан Јанг         | Дејвид Велч                 |
| Грифин Дан          | Службеник за условни отпуст |
| Мајкл Гандолфини    | Дечко у аутобусу            |
| Елиот Гулд          | Рубен Тишков                |
| Ћин Шаобо           | „Чудесни” Јен               |